# San Felipe los Alzati
San Felipe los Alzati är en ort i Mexiko.   Den ligger i kommunen Zitácuaro och delstaten Michoacán de Ocampo, i den södra delen av landet, 130 km väster om huvudstaden Mexico City. San Felipe los Alzati ligger 1 898 meter över havet och antalet invånare är 2 747.
Terrängen runt San Felipe los Alzati är huvudsakligen kuperad, men åt nordost är den bergig. Runt San Felipe los Alzati är det tätbefolkat, med 319 invånare per kvadratkilometer. Närmaste större samhälle är Heróica Zitácuaro, 6,2 km söder om San Felipe los Alzati. Omgivningarna runt San Felipe los Alzati är en mosaik av jordbruksmark och naturlig växtlighet.